# Президентські вибори в Казахстані 2015
Позачергові вибори президента Казахстану пройшли 26 квітня 2015 року. Кандидатами на пост президента було зареєстровано: чинного президента Назарбаєва, Тургуна Сиздикова й Абельгазі Кусаїнова.

## Призначення позачергових виборів
14 лютого 2015 року на засіданні ради Асамблеї народу Казахстана (АНК) було вирішено провести дострокові вибори. У звірненні до народу говорилось, що «президенту Назарбаєву треба дати новий мандат національної довіри для країни в період глобальних іспитів». Було також вирішено провести 2017 року парламентські вибори.
16 лютого ініціативу асамблеї підтримала президентська партія «Нур Отан» і парламентська фракція партії у парламенті під керівництвом доньки президента Дариги Назарбаєвої.
Дві інші партії мажилісу, Демократическая партія Казахстана «Ак жол» і Комуністична народна партія Казахстану (КНПК) також підтримали ідею виборів. Про бажання взяти участь у виборах заявив кандидат у президенти на виборах 2011 року еколог Мелс Елеусізов і керівник руху «Аттан — Казахстан» Амантай-Кажи.
18 лютого депутати мажилісу (нижньої палати парламенту) всіх трьох фракцій підтримали ініціативу ради АНК і ухвалили проведення позачергових виборів.
18 лютого Казахстанський альянс блогерів вирішив відмовитися від виборів і провести референдум про продовження повноважень президента до 2022 року, щоб зекономити гроші й «уникнути репутаційних ризиків».
19 лютого депутати сенату підтримали ідею позачерговий виборів. Голосування проходило двічі. В першому 41 депутат проголосував «за» і один «проти», далі спікер сенату Касим-Жомарт Токаєв попросив переголосувати: «Щось мені не сподобалось. Це технічне. Давайте переголосуємо. ґхтось неуважно голосував». В другому голосуванні ніхто не проголосував проти. Також Токаєв звернувся у конституційну раду з проханням дати офіційне тлумачення пункту конституції, де регламентується призначення позачергових виборів президента.
25 лютого конституційний раду прийняв постанову про норми конституції, де говориться, що «президент Казахстану має виключне право одноосібно призначати позачергові президентський вибори».
25 лютого Назарбаєв підписав указ про вибори, призначивши їх на 26 квітня 2015 року.

## Реєстрація кандидатів

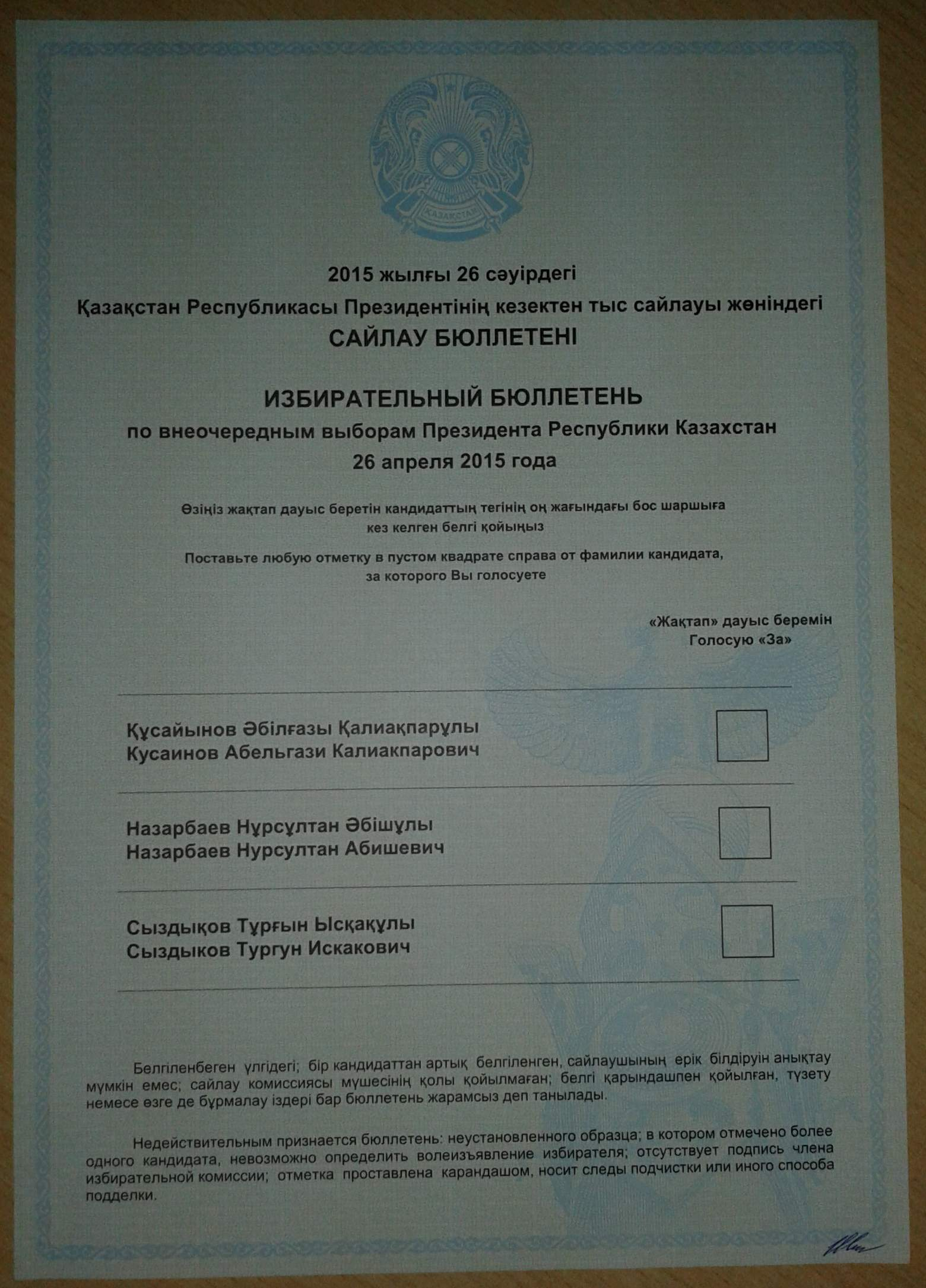
Виборчий бюлетень на президентський виборах у Казахстані (2015)

2 березня заяву о висуненні кандидатури оголосив Аскар Сиргабаєв, 3 березня — Сафіолла Алдажанов, Ліману Койшиєва, Бахит Абдукарімов, Сухраб Мирзашов. Комуністи висунули Тургуна Сиздикова.
6 березня Ліману Койшиєва стала першим претендентом, хто здав екзамен з державної мови, 10 березня його здав Сиздиков.
11 березня у Астані пройшов XVI з'їзд партії «Нур Отан», де висунули Назарбаєва. Він того ж дня здав екзамен з мови.
16 березня кандидат Мурат Телібеков відмовився здавати екзамен з мови.
18 березня Канат Єсжанов зняв кандидатуру після відмови здавати екзамен з мови.
Місія спостерігачів ОБСЕ у своєму доповідь позначила, у зв'язки з відсутністю реальної опозиції, виборці не мали вибору політичної альтернативи, а свобода слова і діяльність ЗМІ була обмежена. Багато членів і практичні всі керівники виборчих комісій були пов'язані з партією «Нур Отан».